# Клеманси
Клеманси (люкс. Kéinzeg, фр. Clemency) — коммуна в Люксембурге, располагается в округе Люксембург. Коммуна Клеманси является частью кантона Капеллен. В коммуне находится одноимённый населённый пункт.
Население составляет 2185 человек (на 2008 год), в коммуне располагаются 797 домашних хозяйств. Занимает площадь 14,53 км² (по занимаемой площади 88 место из 116 коммун). Наивысшая точка коммуны над уровнем моря составляет 395 м. (63 место из 116 коммун), наименьшая 311 м. (107 место из 116 коммун).

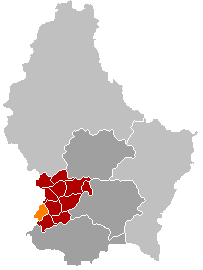
Оранжевый цвет — коммуна Клеманси, красный — кантон Капеллен.